# 天井川

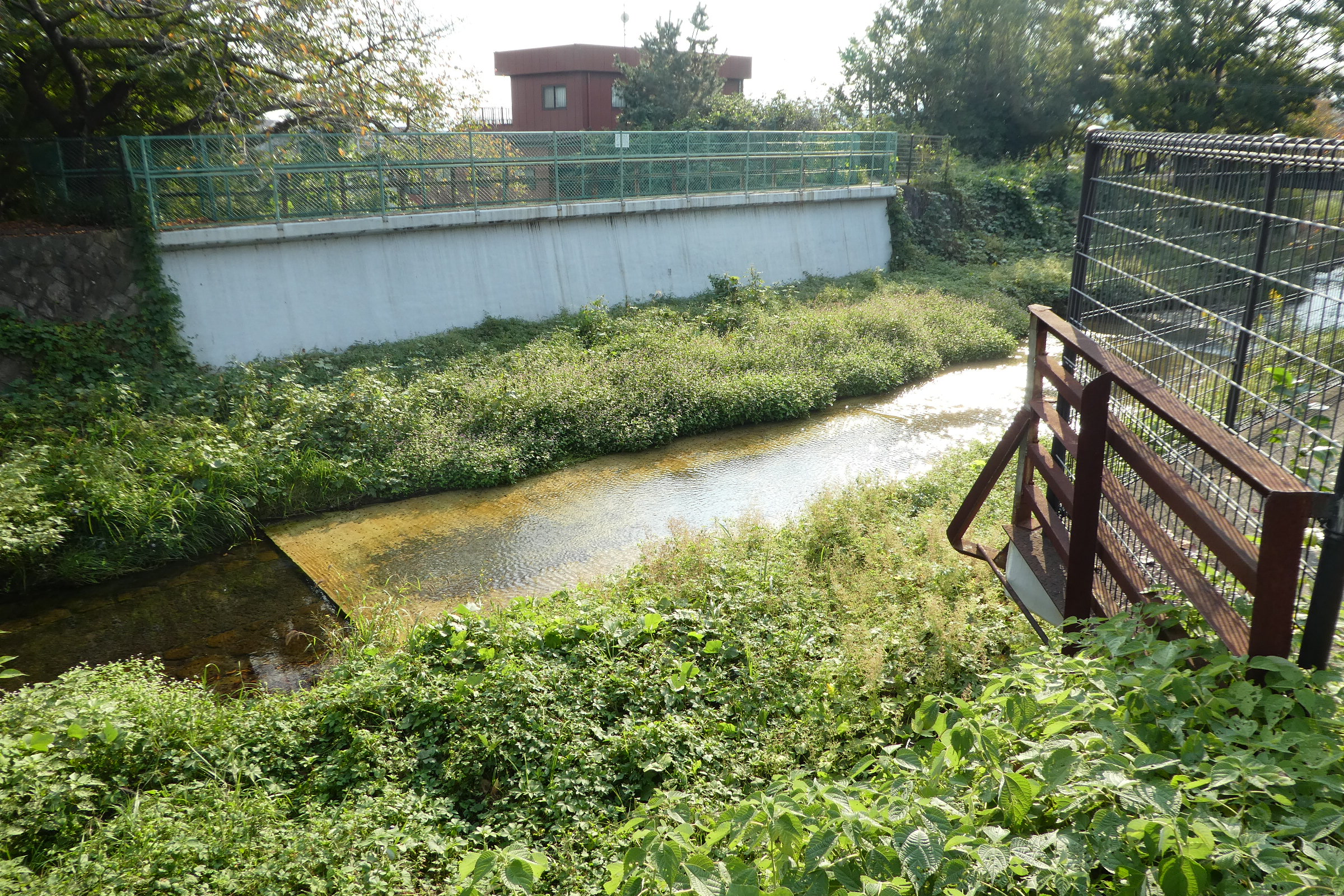
天井川の例
玉川がJR奈良線のトンネルの上を流れる。

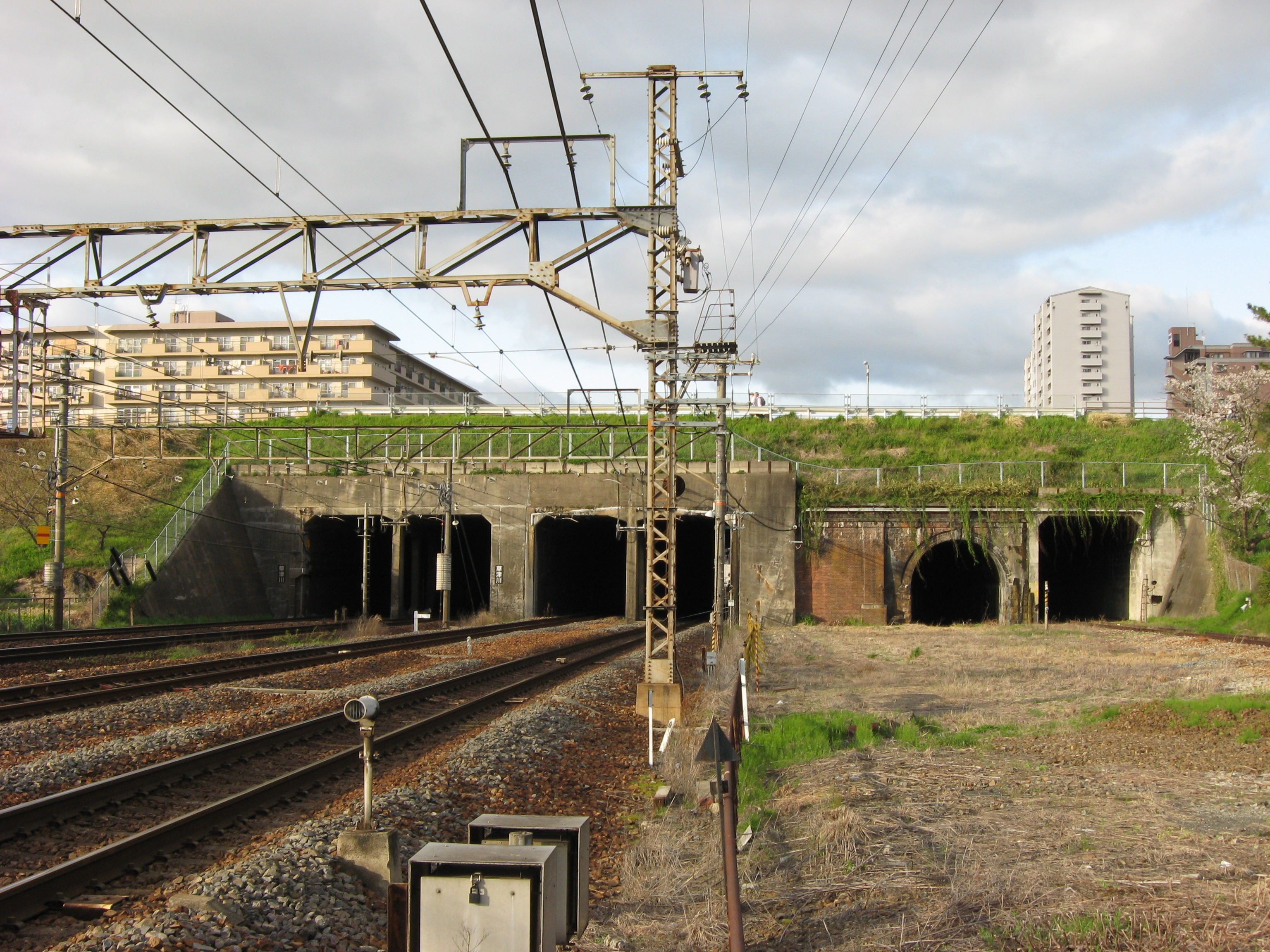
天井川の鉄道トンネルの例
旧草津川の下をJR琵琶湖線（東海道本線）がくぐる。

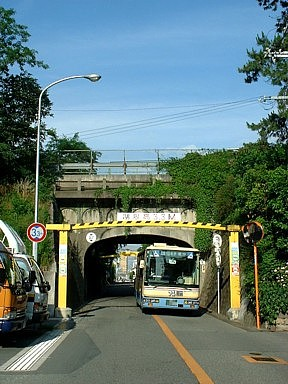
天井川の道路トンネルの例
高川が流れる水路橋の下を大阪府道145号がくぐる。

天井川（てんじょうがわ）とは、砂礫の堆積により河床（川底）が周辺の平面地よりも高くなった川である。
川に堤防が作られ、氾濫がなくなり流路が安定すると、河床に土砂が堆積し、次第に河床が上昇する。これに合わせて堤防を高くすることを繰り返すと天井川になる。天井川が氾濫すると河床の方が周囲より高く、川に水を戻しにくいため被害が大きくなる。
天井川が廃川になった旧河道は、堆積した砂礫により水はけがよく、基礎の支持力も発揮されるため、宅地として利用しやすい。

## 日本の天井川

### 地理的特徴
日本では、人口密集地など土地利用が進んでいる地域の河川を中心に、国土交通省や都道府県が公共事業として、河川の付け替えや拡幅などの治水事業を実施している。河川改修が地理的条件から困難な場合には、陸閘（りっこう）の設置などで対応している。
2014年（平成26年）現在、全国29の都道府県に少なくとも240の天井川が存在する。うち半数の122が関西地方に存在し、中でも滋賀県には3分の1に当たる81が集中する。
滋賀県に天井川が多い理由として、琵琶湖を囲む山々（田上山周辺）が、直射日光を受けて風化しやすい花崗岩の岩石で構成されていたことに加え、1000年以上も前から平城京や恭仁京、平安京など古代の都城造営や寺社建立のための用材を求めて森林が伐採され、都の造営のちは住民の生活の燃料となる薪炭採取が続いて自然破壊が進み、江戸時代には全国的に知られる禿山となった。このため山が荒れて森林の保水能力が損なわれ、河川への土砂流出が繰り返されたことが一因とされる。明治以降は治山工事により植林が行われて森林が再生し、現在は「湖南アルプス」として登山客に親しまれている。
九州地方では熊本県熊本市中心部の白川が天井川になっていて、1953年（昭和28年）の6.26白川水害において濁流が両岸に流れた。

### 天井川トンネル

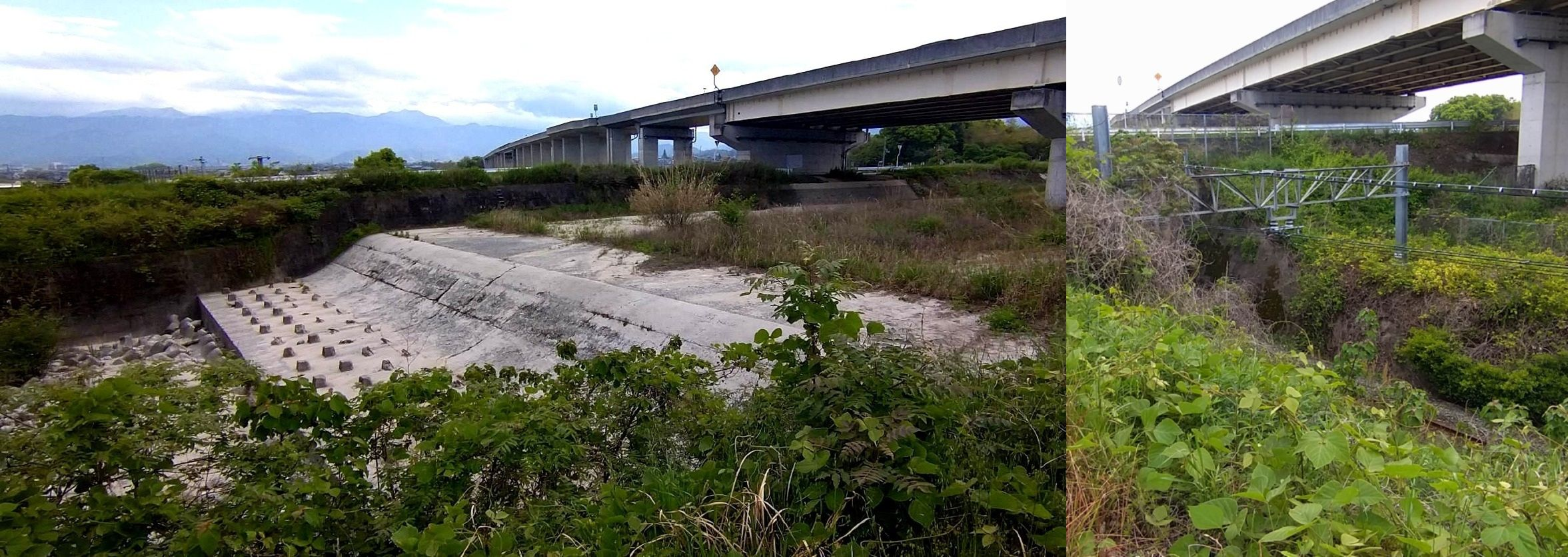
大明神川（西条市）

天井川によっては河床が高くなり過ぎ、河床の下にトンネルを掘って鉄道や道路を通している例もある。こうしたトンネルを総称して天井川トンネルという。
JR東海道本線は、旧草津川、芦屋川および住吉川を、それぞれ天井川トンネルで抜けている。かつて東海道本線は石屋川を石屋川トンネルという天井川トンネルでくぐっていた。このトンネルは1871年（明治4年）に完成した日本で最初の鉄道用トンネルであったが、高架化により消滅した。また東海道本線はほかにも、大津市と草津市の境界付近の狼川と野洲市の家棟川を天井川トンネルで抜けていた。
また京都盆地南部において、JR奈良線、片町線（学研都市線）、近鉄京都線も複数の天井川トンネルを持つ。
岐阜県養老郡養老町の小倉谷では、養老鉄道養老線石津駅付近にトンネルが4か所存在するが、これらはすべて天井川をくぐるもので、河川下の煉瓦造りのトンネルを通過している。
愛媛県西条市にある大明神川では、JR四国予讃線が川の下を通過している。

## 中国の天井川

### 黄河
中国の黄河（特に下流部）は天井川となっている。黄河中流域の陝西省は、西方から風で飛ばされた黄砂が長い年月をかけて堆積した黄土高原が広がっている。黄土高原は夏に集中する雨を受けて浸食され、泥土が流れ込む黄河は華北平原に至るや天井川となり、黄河の堤防を分水嶺として黄河以北の水は海河に、以南の水は淮河に流れ込む。
黄土高原から黄河に供給される土砂の量は毎年約16億トンで世界最大である。黄河は華北平原あたりで流速を落とすことで毎年約4億トンの土砂が河床に堆積し、一年あたり数センチから10センチほど河床が上昇するといわれている。
古代から中国の歴代の皇帝にとって、黄河の治水事業は最大の難題であった。黄河の水を大運河に引き入れると、大量の土砂も流入するため河床を押し上げ、船の運航を妨げたり洪水になる問題があった。1128年から1855年の間は黄河が南流して淮河と合流していたため、淮河下流でも黄河から流入する土砂で河床が上昇して洪水や決壊が発生することが多かった。

### 長江
長江中流域には氾濫原があり、洞庭湖と江北の湖沼地帯とつながって雲夢沢という一大湖沼地帯になっていた。南宋から明代にかけて長江左岸に万城堤が築造されて洞庭湖と江北湖沼群が分離した後も、度重なる洪水で堤防は延長され天端の高さも高くなっていった。結局、長江中流域右岸側では土砂の堆積が進行して洞庭湖の貯水容量が激減する一方、左岸側の江漢平原では長江の河床が上昇して天井川化し、この地域では江漢平原の地盤高より約5m程度長江の河床が高くなっている。長江では宜昌市から沙市市の間では河床は低下しているが、沙市市から下流では河床が上昇し、1998年に発生した洪水氾濫の一因になったと考えられる。

## ヨーロッパの天井川
ヨーロッパではライン川下流部が天井川になっており、オランダの国土の大部分は河川よりも低い土地にある。オランダの国名のNiederlande（Nederland）は低い土地を意味している。この地域では湿地帯に水路を掘ったり、ピート（泥炭）を掘って土地を利用していた。しかし、ピートの分解によって地盤沈下が発生し、最初は沈下した地盤は放棄していたが、やがて湿地帯を乾燥させて利用する干拓が行われるようになった。ただし、国土の地盤沈下は止まっているわけではなく、オランダの国土の25%は海面下にある。